# Crocus adanensis
Crocus adanensis là một loài thực vật có hoa trong họ Diên vĩ. Loài này được T.Baytop & B.Mathew miêu tả khoa học đầu tiên năm 1975.